# Neufvillage

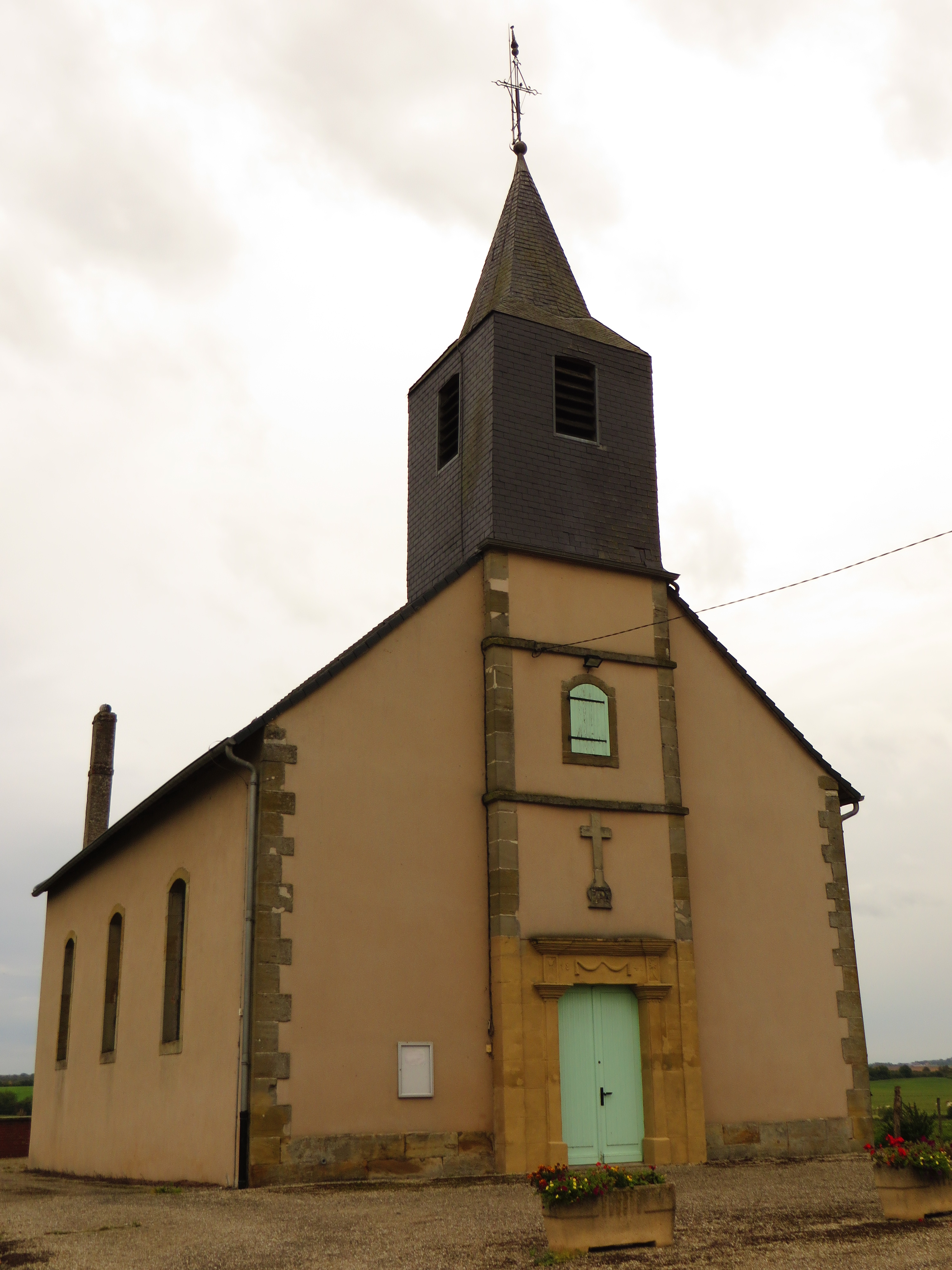
Kirche St. Aloisius

Neufvillage ist eine französische Gemeinde mit 48 Einwohnern (Stand 1. Januar 2022) im Département Moselle in der Region Grand Est (bis 2015 Lothringen). Sie gehört zum Arrondissement Sarrebourg-Château-Salins.

## Geographie
Neufvillage liegt in Lothringen am Mosel-Zufluss Albe, 48 Kilometer südöstlich von Metz, 24 Kilometer nordöstlich von Château-Salins und fünf Kilometer westlich von Albestroff (Albesdorf) sowie zwölf Kilometer östlich von Morhange (Mörchingen) und 20 Kilometer südlich von Saint-Avold (Sankt Avold). Mit einer Fläche von 0,61 km² ist Neufvillage die kleinste Gemeinde des Départements Moselle.

## Geschichte
Das Dorf gehörte früher zum Herzogtum Lothringen.  Es wurde Anfang des 16. Jahrhunderts gegründet. Im Dreißigjährigen Krieg wurde es zerstört und aufgegeben. 1650 waren hier nur noch zwei Einwohner. Erst 1666 wurde das Dorf wiederaufgebaut und neu besiedelt.
Durch den Frankfurter Frieden vom 10. Mai 1871 kam die Region an das deutsche Reichsland Elsaß-Lothringen, und das Dorf wurde dem Kreis Château-Salins im Bezirk Lothringen zugeordnet. Die Dorfbewohner betrieben Getreidebau und Viehzucht.
Nach dem Ersten Weltkrieg musste die Region aufgrund der Bestimmungen des Versailler Vertrags 1919 an Frankreich abgetreten werden. Im Zweiten Weltkrieg war die Region von der deutschen Wehrmacht besetzt.
Das Dorf trug 1915–1919 den eingedeutschten Namen Neudörfel, 1940–1944 Neudorf an der Albe.

### Demographie
Die Bevölkerung war um 1871 einheitlich deutschsprachig. 1887 war lediglich eine Familie frankophon.
| Jahr      | 1962 | 1968 | 1975 | 1982 | 1990 | 1999 | 2007 | 2019 |
| Einwohner | 65   | 69   | 68   | 44   | 53   | 50   | 40   | 36   |

## Wappen
Das Gemeindewappen zeigt mit dem roten Balken auf silbernem Grund das Wappen der Herren von Marimont, die vor der Französischen Revolution auch die Herrschaft über Neufvillage ausübten; die gestielte Lilie ist das Symbol des Heiligen Aloisius, dem Schutzpatron der Kirchengemeinde.